# Аграфеновка (Ростовская область)
Аграфеновка — слобода в Родионово-Несветайском районе Ростовской области.
Входит в состав Барило-Крепинского сельского поселения.

## География

### Улицы
| - ул. Буденного, - ул. Гагарина, - ул. Дзержинского, - ул. Кирова, | - ул. Ленина, - ул. Молодёжная, - ул. Просвещения, - ул. Садовая, | - ул. Степная, - ул. Щербакова - пер. Заречный. |

## Население
| 2010 | 2018 |
| ---- | ---- |
| 1065 | ↘957 |

### Известные люди
В слободе родились:
- Щербаков, Виктор Иванович (1921—1947) — Герой Советского Союза.
- Ледковский, Борис Михайлович (1894—1975) — композитор духовно-музыкальных сочинений российского зарубежья, православный регент.

## Достопримечательности

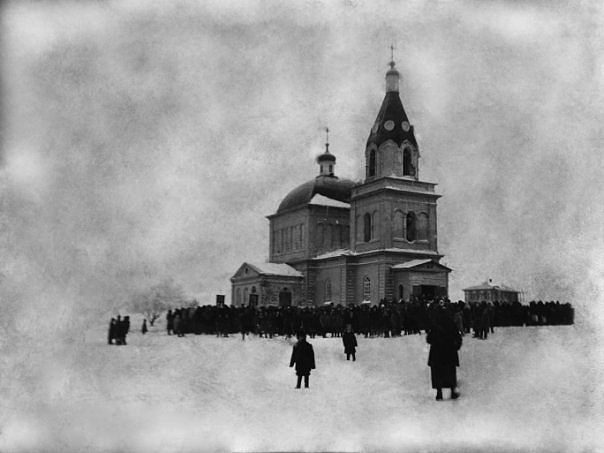
Храм Одигитриевской иконы Божией Матери до революции

В слободе находится Храм Одигитриевской иконы Божией Матери.